# Campeonato Mundial de Patinaje de Velocidad sobre Hielo en Distancia Corta
El Campeonato Mundial de Patinaje de Velocidad sobre Hielo en Distancia Corta (en inglés, World Sprint Speed Skating Championship) se efectúa desde 1970 y es organizado por la Unión Internacional de Patinaje sobre Hielo (ISU) cada año.
Se disputan pruebas en las distancias de velocidad o esprint: 500 m y 1000 m. Cada patinador realiza cuatro carreras, dos en cada distancia, repartidas en dos días. Los tiempos que cada patinador hace en las carreras se traducen en puntos; el patinador con el menor número de puntos es el campeón de la clasificación general.

## Ediciones
| Núm.    | Año  | Sede              | País           |
| ------- | ---- | ----------------- | -------------- |
| I       | 1970 | West Allis        | Estados Unidos |
| II      | 1971 | Inzell            | RFA            |
| III     | 1972 | Eskilstuna        | Suecia         |
| IV      | 1973 | Oslo              | Noruega        |
| V       | 1974 | Innsbruck         | Austria        |
| VI      | 1975 | Gotemburgo        | Suecia         |
| VII     | 1976 | Berlín Occidental | RFA            |
| VIII    | 1977 | Alkmaar           | Países Bajos   |
| IX      | 1978 | Lake Placid       | Estados Unidos |
| X       | 1979 | Inzell            | RFA            |
| XI      | 1980 | West Allis        | Estados Unidos |
| XII     | 1981 | Grenoble          | Francia        |
| XIII    | 1982 | Alkmaar           | Países Bajos   |
| XIV     | 1983 | Helsinki          | Finlandia      |
| XV      | 1984 | Trondheim         | Noruega        |
| XVI     | 1985 | Heerenveen        | Países Bajos   |
| XVII    | 1986 | Karuizawa         | Japón          |
| XVIII   | 1987 | Sainte-Foy        | Canadá         |
| XIX     | 1988 | West Allis        | Estados Unidos |
| XX      | 1989 | Heerenveen        | Países Bajos   |
| XXI     | 1990 | Tromsø            | Noruega        |
| XXII    | 1991 | Inzell            | Alemania       |
| XXIII   | 1992 | Oslo              | Noruega        |
| XXIV    | 1993 | Ikaho             | Japón          |
| XXV     | 1994 | Calgary           | Canadá         |
| XXVI    | 1995 | Milwaukee         | Estados Unidos |
| XXVII   | 1996 | Heerenveen        | Países Bajos   |
| XXVIII  | 1997 | Hamar             | Noruega        |
| XXIX    | 1998 | Berlín            | Alemania       |
| XXX     | 1999 | Calgary           | Canadá         |
| XXXI    | 2000 | Seúl              | Corea del Sur  |
| XXXII   | 2001 | Inzell            | Alemania       |
| XXXIII  | 2002 | Hamar             | Noruega        |
| XXXIV   | 2003 | Calgary           | Canadá         |
| XXXV    | 2004 | Nagano            | Japón          |
| XXXVI   | 2005 | Salt Lake City    | Estados Unidos |
| XXXVII  | 2006 | Heerenveen        | Países Bajos   |
| XXXVIII | 2007 | Hamar             | Noruega        |
| XXXIX   | 2008 | Heerenveen        | Países Bajos   |
| XL      | 2009 | Moscú             | Rusia          |
| XLI     | 2010 | Obihiro           | Japón          |
| XLII    | 2011 | Heerenveen        | Países Bajos   |
| XLIII   | 2012 | Calgary           | Canadá         |
| XLIV    | 2013 | Salt Lake City    | Estados Unidos |
| XLV     | 2014 | Nagano            | Japón          |
| XLVI    | 2015 | Astaná            | Kazajistán     |
| XLVII   | 2016 | Seúl              | Corea del Sur  |
| XLVIII  | 2017 | Calgary           | Canadá         |
| XLIX    | 2018 | Changchun         | China          |
| L       | 2019 | Heerenveen        | Países Bajos   |
| LI      | 2020 | Hamar             | Noruega        |
| LII     | 2022 | Hamar             | Noruega        |
| LIII    | 2024 | Inzell            | Alemania       |

## Medallistas masculinos
| Núm.    | Año  | Sede                             | Oro                             | Plata                             | Bronce                              |
| ------- | ---- | -------------------------------- | ------------------------------- | --------------------------------- | ----------------------------------- |
| I       | 1970 | West Allis ( Estados Unidos)     | Valeri Muratov URSS             | Keiichi Suzuki Japón              | Magne Thomassen · Noruega           |
| II      | 1971 | Inzell ( RFA)                    | Erhard Keller RFA               | Ove König · Suecia                | Ard Schenk · Países Bajos           |
| III     | 1972 | Eskilstuna · ( Suecia)           | Leo Linkovesi · Finlandia       | Valeri Muratov URSS               | Ard Schenk · Países Bajos           |
| IV      | 1973 | Oslo · ( Noruega)                | Valeri Muratov URSS             | Jos Valentijn · Países Bajos      | Eppie Bleeker · Países Bajos        |
| V       | 1974 | Innsbruck · ( Austria)           | Per Bjørang · Noruega           | Masaki Suzuki Japón               | Eppie Bleeker · Países Bajos        |
| VI      | 1975 | Gotemburgo · ( Suecia)           | Alexandr Safronov URSS          | Yevgueni Kulikov URSS             | Valeri Muratov URSS                 |
| VII     | 1976 | Berlín Occidental ( RFA)         | Johan Granath · Suecia          | Daniel Immerfall Estados Unidos   | Peter Mueller Estados Unidos        |
| VIII    | 1977 | Alkmaar · ( Países Bajos)        | Eric Heiden Estados Unidos      | Peter Mueller Estados Unidos      | Yevgueni Kulikov URSS               |
| IX      | 1978 | Lake Placid ( Estados Unidos)    | Eric Heiden Estados Unidos      | Frode Rønning · Noruega           | Johan Granath · Suecia              |
| X       | 1979 | Inzell ( RFA)                    | Eric Heiden Estados Unidos      | Gaétan Boucher · Canadá           | Frode Rønning · Noruega             |
| XI      | 1980 | West Allis ( Estados Unidos)     | Eric Heiden Estados Unidos      | Gaétan Boucher · Canadá           | Tom Plant Estados Unidos            |
| XII     | 1981 | Grenoble ( Francia)              | Frode Rønning · Noruega         | Serguei Jlebnikov URSS            | Anatoli Medennikov URSS             |
| XIII    | 1982 | Alkmaar · ( Países Bajos)        | Serguei Jlebnikov URSS          | Gaétan Boucher · Canadá           | Frode Rønning · Noruega             |
| XIV     | 1983 | Helsinki · ( Finlandia)          | Akira Kuroiwa Japón             | Pavel Pegov URSS                  | Hilbert van der Duim · Países Bajos |
| XV      | 1984 | Trondheim · ( Noruega)           | Gaétan Boucher · Canadá         | Serguei Jlebnikov URSS            | Kai Arne Engelstad · Noruega        |
| XVI     | 1985 | Heerenveen · ( Países Bajos)     | Igor Zhelezovski URSS           | Gaétan Boucher · Canadá           | Daniel Jansen Estados Unidos        |
| XVII    | 1986 | Karuizawa ( Japón)               | Igor Zhelezovski URSS           | Daniel Jansen Estados Unidos      | Akira Kuroiwa Japón                 |
| XVIII   | 1987 | Sainte-Foy · ( Canadá)           | Akira Kuroiwa Japón             | Nick Thometz Estados Unidos       | Yukihiro Mitani Japón               |
| XIX     | 1988 | West Allis ( Estados Unidos)     | Daniel Jansen Estados Unidos    | Uwe-Jens Mey RDA                  | Eric Flaim Estados Unidos           |
| XX      | 1989 | Heerenveen · ( Países Bajos)     | Igor Zhelezovski URSS           | Uwe-Jens Mey RDA                  | Andrei Bajvalov URSS                |
| XXI     | 1990 | Tromsø · ( Noruega)              | Bae Ki-Tae Corea del Sur        | Andrei Bajvalov URSS              | Igor Zhelezovski URSS               |
| XXII    | 1991 | Inzell · ( Alemania)             | Igor Zhelezovski URSS           | Uwe-Jens Mey · Alemania           | Toshiyuki Kuroiwa Japón             |
| XXIII   | 1992 | Oslo · ( Noruega)                | Igor Zhelezovski CEI            | Daniel Jansen Estados Unidos      | Toshiyuki Kuroiwa Japón             |
| XXIV    | 1993 | Ikaho ( Japón)                   | Igor Zhelezovski Bielorrusia    | Yasunori Miyabe Japón             | Hiroyasu Shimizu Japón              |
| XXV     | 1994 | Calgary · ( Canadá)              | Daniel Jansen Estados Unidos    | Serguei Klevchenia · Rusia        | Junichi Inoue Japón                 |
| XXVI    | 1995 | Milwaukee ( Estados Unidos)      | Kim Yoon-Man Corea del Sur      | Hiroyasu Shimizu Japón            | Yasunori Miyabe Japón               |
| XXVII   | 1996 | Heerenveen · ( Países Bajos)     | Serguei Klevchenia · Rusia      | Hiroyasu Shimizu Japón            | Manabu Horii Japón                  |
| XXVIII  | 1997 | Hamar · ( Noruega)               | Serguei Klevchenia · Rusia      | Roger Strøm · Noruega             | Casey FitzRandolph Estados Unidos   |
| XXIX    | 1998 | Berlín · ( Alemania)             | Jan Bos · Países Bajos          | Jeremy Wotherspoon · Canadá       | Erben Wennemars · Países Bajos      |
| XXX     | 1999 | Calgary · ( Canadá)              | Jeremy Wotherspoon · Canadá     | Jan Bos · Países Bajos            | Hiroyasu Shimizu Japón              |
| XXXI    | 2000 | Seúl ( Corea del Sur)            | Jeremy Wotherspoon · Canadá     | Michael Ireland · Canadá          | Hiroyasu Shimizu Japón              |
| XXXII   | 2001 | Inzell · ( Alemania)             | Michael Ireland · Canadá        | Hiroyasu Shimizu Japón            | Jeremy Wotherspoon · Canadá         |
| XXXIII  | 2002 | Hamar · ( Noruega)               | Jeremy Wotherspoon · Canadá     | Casey FitzRandolph Estados Unidos | Michael Ireland · Canadá            |
| XXXIV   | 2003 | Calgary · ( Canadá)              | Jeremy Wotherspoon · Canadá     | Gerard van Velde · Países Bajos   | Erben Wennemars · Países Bajos      |
| XXXV    | 2004 | Nagano ( Japón)                  | Erben Wennemars · Países Bajos  | Jeremy Wotherspoon · Canadá       | Michael Ireland · Canadá            |
| XXXVI   | 2005 | Salt Lake City ( Estados Unidos) | Erben Wennemars · Países Bajos  | Jeremy Wotherspoon · Canadá       | Joey Cheek Estados Unidos           |
| XXXVII  | 2006 | Heerenveen · ( Países Bajos)     | Joey Cheek Estados Unidos       | Dmitri Dorofeyev · Rusia          | Jan Bos · Países Bajos              |
| XXXVIII | 2007 | Hamar · ( Noruega)               | Lee Kyou-Hyuk Corea del Sur     | Pekka Koskela · Finlandia         | Shani Davis Estados Unidos          |
| XXXIX   | 2008 | Heerenveen · ( Países Bajos)     | Lee Kyou-Hyuk Corea del Sur     | Jeremy Wotherspoon · Canadá       | Mun Jun Corea del Sur               |
| XL      | 2009 | Moscú · ( Rusia)                 | Shani Davis Estados Unidos      | Keiichiro Nagashima Japón         | Simon Kuipers · Países Bajos        |
| XLI     | 2010 | Obihiro ( Japón)                 | Lee Kyou-Hyuk Corea del Sur     | Lee Kang-Seok Corea del Sur       | Keiichiro Nagashima Japón           |
| XLII    | 2011 | Heerenveen · ( Países Bajos)     | Lee Kyou-Hyuk Corea del Sur     | Mo Tae-Bum Corea del Sur          | Shani Davis Estados Unidos          |
| XLIII   | 2012 | Calgary · ( Canadá)              | Stefan Groothuis · Países Bajos | Lee Kyou-Hyuk Corea del Sur       | Mo Tae-Bum Corea del Sur            |
| XLIV    | 2013 | Salt Lake City ( Estados Unidos) | Michel Mulder · Países Bajos    | Pekka Koskela · Finlandia         | Hein Otterspeer · Países Bajos      |
| XLV     | 2014 | Nagano ( Japón)                  | Michel Mulder · Países Bajos    | Shani Davis Estados Unidos        | Daniel Greig Australia              |
| XLVI    | 2015 | Astaná · ( Kazajistán)           | Pavel Kulizhnikov · Rusia       | Hein Otterspeer · Países Bajos    | Alexei Yesin · Rusia                |
| XLVII   | 2016 | Seúl ( Corea del Sur)            | Pavel Kulizhnikov · Rusia       | Kjeld Nuis · Países Bajos         | Kai Verbij · Países Bajos           |
| XLVIII  | 2017 | Calgary · ( Canadá)              | Kai Verbij · Países Bajos       | Håvard Lorentzen · Noruega        | Kjeld Nuis · Países Bajos           |
| XLIX    | 2018 | Changchun ( China)               | Håvard Lorentzen · Noruega      | Kjeld Nuis · Países Bajos         | Kai Verbij · Países Bajos           |
| L       | 2019 | Heerenveen · ( Países Bajos)     | Pavel Kulizhnikov · Rusia       | Tatsuya Shinhama Japón            | Kjeld Nuis · Países Bajos           |
| LI      | 2020 | Hamar · ( Noruega)               | Tatsuya Shinhama Japón          | Laurent Dubreuil · Canadá         | Cha Min-Kyu Corea del Sur           |
| LII     | 2022 | Hamar · ( Noruega)               | Thomas Krol · Países Bajos      | Kai Verbij · Países Bajos         | Håvard Lorentzen · Noruega          |
| LIII    | 2024 | Inzell · ( Alemania)             | Ning Zhongyan China             | Jenning de Boo · Países Bajos     | Laurent Dubreuil · Canadá           |

### Medallero histórico
- Actualizado a Inzell 2024.

| Núm. | País           | Oro | Plata | Bronce | Total |
| ---- | -------------- | --- | ----- | ------ | ----- |
| 1    | Rusia          | 14  | 8     | 6      | 28    |
| 2    | Países Bajos   | 8   | 8     | 14     | 30    |
| 3    | Estados Unidos | 8   | 7     | 8      | 23    |
| 4    | Canadá         | 6   | 10    | 4      | 20    |
| 5    | Corea del Sur  | 6   | 3     | 3      | 12    |
| 6    | Japón          | 3   | 8     | 11     | 22    |
| 7    | Noruega        | 3   | 3     | 5      | 11    |
| 8    | Alemania       | 1   | 3     | 0      | 4     |
| 9    | Finlandia      | 1   | 2     | 0      | 3     |
| 10   | Suecia         | 1   | 1     | 1      | 3     |
| 11   | Bielorrusia    | 1   | 0     | 0      | 1     |
| 11   | China          | 1   | 0     | 0      | 1     |
| 14   | Australia      | 0   | 0     | 1      | 1     |
|      | TOTAL          | 53  | 53    | 53     | 159   |

## Medallistas femeninos
| Núm.    | Año  | Sede                             | Oro                                  | Plata                               | Bronce                                 |
| ------- | ---- | -------------------------------- | ------------------------------------ | ----------------------------------- | -------------------------------------- |
| I       | 1970 | West Allis ( Estados Unidos)     | Liudmila Titova URSS                 | Nina Statkevich URSS                | Atje Keulen-Deelstra · Países Bajos    |
| II      | 1971 | Inzell ( RFA)                    | Ruth Schleiermacher RDA              | Anne Henning Estados Unidos         | Dianne Holum Estados Unidos            |
| III     | 1972 | Eskilstuna · ( Suecia)           | Monika Pflug RFA                     | Dianne Holum Estados Unidos         | Liudmila Titova URSS                   |
| IV      | 1973 | Oslo · ( Noruega)                | Sheila Young Estados Unidos          | Atje Keulen-Deelstra · Países Bajos | Monika Pflug RFA                       |
| V       | 1974 | Innsbruck · ( Austria)           | Leah Poulos Estados Unidos           | Atje Keulen-Deelstra · Países Bajos | Monika Pflug RFA                       |
| VI      | 1975 | Gotemburgo · ( Suecia)           | Sheila Young Estados Unidos          | Heike Lange RDA                     | Catherine Priestner · Canadá           |
| VII     | 1976 | Berlín Occidental ( RFA)         | Sheila Young Estados Unidos          | Leah Poulos Estados Unidos          | Sylvia Burka · Canadá                  |
| VIII    | 1977 | Alkmaar · ( Países Bajos)        | Sylvia Burka · Canadá                | Leah Poulos Estados Unidos          | Haitske Pijlman · Países Bajos         |
| IX      | 1978 | Lake Placid ( Estados Unidos)    | Liubov Sadchikova URSS               | Elizabeth Heiden Estados Unidos     | Erwina Ryś-Ferens · Polonia            |
| X       | 1979 | Inzell ( RFA)                    | Leah Poulos-Mueller Estados Unidos   | Elizabeth Heiden Estados Unidos     | Christa Rothenburger RDA               |
| XI      | 1980 | West Allis ( Estados Unidos)     | Karin Enke RDA                       | Leah Poulos-Mueller Estados Unidos  | Elizabeth Heiden Estados Unidos        |
| XII     | 1981 | Grenoble ( Francia)              | Karin Enke RDA                       | Tatiana Tarasova URSS               | Natalia Petrusiova URSS                |
| XIII    | 1982 | Alkmaar · ( Países Bajos)        | Natalia Petrusiova URSS              | Karin Enke RDA                      | Monika Pflug RFA                       |
| XIV     | 1983 | Helsinki · ( Finlandia)          | Karin Enke RDA                       | Natalia Petrusiova URSS             | Christa Rothenburger RDA               |
| XV      | 1984 | Trondheim · ( Noruega)           | Karin Enke RDA                       | Valentina Lalenkova URSS            | Natalia Glebova URSS                   |
| XVI     | 1985 | Heerenveen · ( Países Bajos)     | Christa Rothenburger RDA             | Angela Stahnke RDA                  | Erwina Ryś-Ferens · Polonia            |
| XVII    | 1986 | Karuizawa ( Japón)               | Karin Kania RDA                      | Christa Rothenburger RDA            | Bonnie Blair Estados Unidos            |
| XVIII   | 1987 | Sainte-Foy · ( Canadá)           | Karin Kania RDA                      | Bonnie Blair Estados Unidos         | Christa Rothenburger RDA               |
| XIX     | 1988 | West Allis ( Estados Unidos)     | Christa Rothenburger RDA             | Karin Kania RDA                     | Bonnie Blair Estados Unidos            |
| XX      | 1989 | Heerenveen · ( Países Bajos)     | Bonnie Blair Estados Unidos          | Christa Luding-Rothenburger RDA     | Seiko Hashimoto Japón                  |
| XXI     | 1990 | Tromsø · ( Noruega)              | Angela Hauck RDA                     | Bonnie Blair Estados Unidos         | Christine Aaftink · Países Bajos       |
| XXII    | 1991 | Inzell · ( Alemania)             | Monique Garbrecht · Alemania         | Ye Qiaobo China                     | Christine Aaftink · Países Bajos       |
| XXIII   | 1992 | Oslo · ( Noruega)                | Ye Qiaobo China                      | Bonnie Blair Estados Unidos         | Christa Luding-Rothenburger · Alemania |
| XXIV    | 1993 | Ikaho ( Japón)                   | Ye Qiaobo China                      | Bonnie Blair Estados Unidos         | Oxana Ravilova · Rusia                 |
| XXV     | 1994 | Calgary · ( Canadá)              | Bonnie Blair Estados Unidos          | Angela Hauck · Alemania             | Xue Ruihong China                      |
| XXVI    | 1995 | Milwaukee ( Estados Unidos)      | Bonnie Blair Estados Unidos          | Oxana Ravilova · Rusia              | Franziska Schenk · Alemania            |
| XXVII   | 1996 | Heerenveen · ( Países Bajos)     | Christine Witty Estados Unidos       | Edel Therese Høiseth · Noruega      | Franziska Schenk · Alemania            |
| XXVIII  | 1997 | Hamar · ( Noruega)               | Franziska Schenk · Alemania          | Xue Ruihong China                   | Christine Witty Estados Unidos         |
| XXIX    | 1998 | Berlín · ( Alemania)             | Catriona Le May Doan · Canadá        | Sabine Völker · Alemania            | Christine Witty Estados Unidos         |
| XXX     | 1999 | Calgary · ( Canadá)              | Monique Garbrecht · Alemania         | Catriona Le May Doan · Canadá       | Sabine Völker · Alemania               |
| XXXI    | 2000 | Seúl ( Corea del Sur)            | Monique Garbrecht · Alemania         | Christine Witty Estados Unidos      | Marianne Timmer · Países Bajos         |
| XXXII   | 2001 | Inzell · ( Alemania)             | Monique Garbrecht-Enfeldt · Alemania | Eriko Sanmiya Japón                 | Catriona Le May Doan · Canadá          |
| XXXIII  | 2002 | Hamar · ( Noruega)               | Catriona Le May Doan · Canadá        | Andrea Nuyt · Países Bajos          | Anzhelika Kotiuga · Bielorrusia        |
| XXXIV   | 2003 | Calgary · ( Canadá)              | Monique Garbrecht-Enfeldt · Alemania | Cindy Klassen · Canadá              | Shihomi Shinya Japón                   |
| XXXV    | 2004 | Nagano ( Japón)                  | Marianne Timmer · Países Bajos       | Anni Friesinger · Alemania          | Jennifer Rodriguez Estados Unidos      |
| XXXVI   | 2005 | Salt Lake City ( Estados Unidos) | Jennifer Rodriguez Estados Unidos    | Anzhelika Kotiuga · Bielorrusia     | Sabine Völker · Alemania               |
| XXXVII  | 2006 | Heerenveen · ( Países Bajos)     | Svetlana Zhurova · Rusia             | Wang Manli China                    | Chiara Simionato · Italia              |
| XXXVIII | 2007 | Hamar · ( Noruega)               | Anni Friesinger · Alemania           | Ireen Wüst · Países Bajos           | Cindy Klassen · Canadá                 |
| XXXIX   | 2008 | Heerenveen · ( Países Bajos)     | Jenny Wolf · Alemania                | Anni Friesinger · Alemania          | Annette Gerritsen · Países Bajos       |
| XL      | 2009 | Moscú · ( Rusia)                 | Wang Beixing China                   | Jenny Wolf · Alemania               | Yu Jing China                          |
| XLI     | 2010 | Obihiro ( Japón)                 | Lee Sang-Hwa Corea del Sur           | Sayuri Yoshii Japón                 | Jenny Wolf · Alemania                  |
| XLII    | 2011 | Heerenveen · ( Países Bajos)     | Christine Nesbitt · Canadá           | Annette Gerritsen · Países Bajos    | Margot Boer · Países Bajos             |
| XLIII   | 2012 | Calgary · ( Canadá)              | Yu Jing China                        | Christine Nesbitt · Canadá          | Zhang Hong China                       |
| XLIV    | 2013 | Salt Lake City ( Estados Unidos) | Heather Richardson Estados Unidos    | Yu Jing China                       | Lee Sang-Hwa Corea del Sur             |
| XLV     | 2014 | Nagano ( Japón)                  | Yu Jing China                        | Zhang Hong China                    | Heather Richardson Estados Unidos      |
| XLVI    | 2015 | Astaná · ( Kazajistán)           | Brittany Bowe Estados Unidos         | Heather Richardson Estados Unidos   | Karolína Erbanová · República Checa    |
| XLVII   | 2016 | Seúl ( Corea del Sur)            | Brittany Bowe Estados Unidos         | Heather Bergsma Estados Unidos      | Jorien ter Mors · Países Bajos         |
| XLVIII  | 2017 | Calgary · ( Canadá)              | Nao Kodaira Japón                    | Heather Bergsma Estados Unidos      | Jorien ter Mors · Países Bajos         |
| XLIX    | 2018 | Changchun ( China)               | Jorien ter Mors · Países Bajos       | Brittany Bowe Estados Unidos        | Olga Fatkulina · Rusia                 |
| L       | 2019 | Heerenveen · ( Países Bajos)     | Nao Kodaira Japón                    | Miho Takagi Japón                   | Brittany Bowe Estados Unidos           |
| LI      | 2020 | Hamar · ( Noruega)               | Miho Takagi Japón                    | Nao Kodaira Japón                   | Olga Fatkulina · Rusia                 |
| LII     | 2022 | Hamar · ( Noruega)               | Jutta Leerdam · Países Bajos         | Femke Kok · Países Bajos            | Vanessa Herzog · Austria               |
| LIII    | 2024 | Inzell · ( Alemania)             | Miho Takagi Japón                    | Femke Kok · Países Bajos            | Jutta Leerdam · Países Bajos           |

### Medallero histórico
- Actualizado a Inzell 2024.

| Núm. | País            | Oro | Plata | Bronce | Total |
| ---- | --------------- | --- | ----- | ------ | ----- |
| 1    | Alemania        | 19  | 11    | 12     | 42    |
| 2    | Estados Unidos  | 13  | 16    | 9      | 38    |
| 3    | China           | 5   | 5     | 3      | 13    |
| 4    | Rusia           | 4   | 5     | 6      | 15    |
| 5    | Japón           | 4   | 4     | 2      | 10    |
| 6    | Canadá          | 4   | 3     | 4      | 11    |
| 7    | Países Bajos    | 3   | 7     | 10     | 20    |
| 8    | Corea del Sur   | 1   | 0     | 1      | 2     |
| 9    | Bielorrusia     | 0   | 1     | 1      | 2     |
| 10   | Noruega         | 0   | 1     | 0      | 1     |
| 11   | Polonia         | 0   | 0     | 2      | 2     |
| 12   | Austria         | 0   | 0     | 1      | 1     |
| 12   | Italia          | 0   | 0     | 1      | 1     |
| 12   | República Checa | 0   | 0     | 1      | 1     |
|      | TOTAL           | 53  | 53    | 53     | 159   |

## Medallero histórico total
- Actualizado a Inzell 2024.

| Núm. | País            | Oro | Plata | Bronce | Total |
| ---- | --------------- | --- | ----- | ------ | ----- |
| 1    | Estados Unidos  | 21  | 23    | 17     | 61    |
| 2    | Alemania        | 20  | 14    | 12     | 46    |
| 3    | Rusia           | 18  | 13    | 12     | 43    |
| 4    | Países Bajos    | 11  | 15    | 24     | 50    |
| 5    | Canadá          | 10  | 13    | 8      | 31    |
| 6    | Japón           | 7   | 12    | 13     | 32    |
| 7    | Corea del Sur   | 7   | 3     | 4      | 14    |
| 8    | China           | 6   | 5     | 3      | 14    |
| 9    | Noruega         | 3   | 4     | 5      | 12    |
| 10   | Finlandia       | 1   | 2     | 0      | 3     |
| 11   | Bielorrusia     | 1   | 1     | 1      | 3     |
| 11   | Suecia          | 1   | 1     | 1      | 3     |
| 13   | Polonia         | 0   | 0     | 2      | 2     |
| 14   | Australia       | 0   | 0     | 1      | 1     |
| 14   | Austria         | 0   | 0     | 1      | 1     |
| 14   | Italia          | 0   | 0     | 1      | 1     |
| 14   | República Checa | 0   | 0     | 1      | 1     |
|      | TOTAL           | 106 | 106   | 106    | 318   |

1. 1 2 3  Incluye las medallas obtenidas por la URSS y la CEI.
2. 1 2 3  Incluye las medallas obtenidas por la RFA y la RDA entre 1949 y 1990.